# Chiesa di Sant'Antonio (Oneta)
La chiesa di Sant'Antonio Abate è il principale luogo di culto cattolico di Cantoni d'Oneta frazione di Oneta in alta Val del Riso, in provincia e diocesi di Bergamo. La chiesa risulta essere elevata a parrocchia nel 1878.

## Storia
Un edificio di culto nella frazione Cantoni di Oneta risulta presenta dagli atti della visita pastorale di san Carlo Borromeo dell'autunno del 1575. I documenti descrivono una chiesa completa di altare e dove veniva raccolte molte offerte:
(San Carlo Borromeo - atti della visita pastorale 1575)
Gli atti di poco successivi del vescovo Federico Corner indicarono una chiesa in degrado.
le cose necessarie alla celebrazione della Messa, ove è un solo
altare non consacrato et un calice picciolo è mal fatto, si celebra
qualche volta per devozione»
(Visita pastorale Federico Corner)
L'edificio probabilmente era di piccole dimensioni e in uno stato di degrado fu quindi ricostruito a partire dal 1706, con un prosieguo dei lavori nel 1740 e terminanti nel 1771 come dimostrerebbero le cartine napoleoniche che riportano le dimensioni sia dell'edificio che del sagrato conformi a quelle successive. Data la lontananza dalla chiesa di Oneta ottenne la concessione di celebrare le messe domenicali, di amministrare i sacramenti e l'insegnamento della catechesi, dal vescovo Giovanni Paolo Dolfin il 2 novembre 1779. Fu solo il vescovo Pietro Luigi Speranza, con decreto del 16 settembre 1878, a elevarla a parrocchia dividendola da quella di Oneta. L'edificio fu consacrato e intitolato a sant'Antonio abate il 5 giugno 1883 dal vescovo Gaetano Camillo Guindani.
La torre campanaria fu elevata solo nel 1827, e nel 1947 furono poste le cinque nuove campane dopo che quella precedenti erano state sequestrate e fuse durante il secondo conflitto mondiale.

## Descrizione

### Esterno
La chiesa è posta nella parte centrale della località e si presenta di grandi dimensioni. Un porticato con tre aperture a tutto sesto precedono l'ingresso e poggiano su di un muretto interrotto nella parte centrale. La facciata è divisa da quattro lesene e controlesene, in tre parti di cui quella centrale più ampia, dove è posto il settecentesco postale d'ingresso in pietra. La facciata prosegue nella parte superiore con il prosieguo delle lesene complete di capitelli che sorreggono il timpano triangolare.

### Interno
L'interno a croce greca è a navata unica e si sviluppa su tre campate divise da lesene. Il presbiterio ampio è accessibile da tre ampi gradini. Sul lato destro dell'aula vi è il pulpito opera di Giovan Battista Caniana del 1792 e proveniente dalla parrocchia di Santa Maria Annunziata di Serina.  La zona presbiteriale si presenta rettangolare terminando però nella forma semicircolare completa di cinque grandi tele raffigura: Madonna Addolorata, Adorazione dei Magi, Natività, San Giuseppe col Bambino, Vescovo con anti Antonio abate e Rosso.
La cupola presenta l'affresco opera di Vincenzo Angelo Orelli.
A sinistra dell'aula, in Cornu Evangelii, prima del presbiterio, è collocato l'organo a canne risalente al XIX secolo, opera dei Fratelli Perolini di Villa d'Ogna.